# Chodovská lípa u Hamerského potoka
Chodovská lípa u Hamerského potoka je památný strom u Zadního Chodova. Přibližně dvěstěletá  lípa malolistá (Tilia cordata) roste u rozvaliny mlýna po pravé straně silnice spojující Zadní Chodov a Chodský Újezd v nadmořské výšce 550 m, asi 300 metrů od silnice a severně od Hamerského potoka. Obvod jejího kmene měří 450 cm a koruna stromu dosahuje do výšky 23 m (měření 1980). Chráněna je od roku 1981 jako krajinná dominanta.

## Stromy v okolí
- Broumovský jasan
- Broumovský smrk
- Dubová alej pod Broumovem
- Lípy na Jalovém dvoře
- Kyjovská lípa
- Buk u měšťanského pivovaru v Plané
- Alej ke Svaté Anně v Plané